# Emre Aşık
Emre Aşık (Bursa, 13 dicembre 1973) è un allenatore di calcio ed ex calciatore turco, di ruolo difensore.

## Carriera

### Club
Inizia nel Balıkesirspor, prima di firmare per il Fenerbahçe. Dopo aver passato tre anni ai Sarı Kanaryalar, si trasferisce all'İstanbulspor nel 1996. Nel 2000 viene ceduto al Galatasaray, dove vince anche la Coppa UEFA. Milita, dal 2003 al 2006, nel Beşiktaş per poi tornare al Galatasaray nel 2006 e poi essere prestato all'Ankaraspor per la stagione 2007-2008.

### Nazionale
Debutta nella Turchia dopo aver giocato soltanto poche partite per il Fenerbahçe. Fatih Terim lo nota subito, infatti, e lo convoca in occasione della partita del 27 ottobre 1994 contro la Polonia, valida per le qualificazioni al campionato del mondo 1994. Non viene mai convocato in Nazionale durante i quattro anni passati all'İstanbulspor, ma ci torna con il passaggio al Galatasaray. Nel 2002 riesce a raggiungere il terzo posto ai Mondiali con la Nazionale turca. Viene convocato per Euro 2008.

## Palmarès

### Club

#### Competizioni nazionali
- Campionato turco: 2

Fenerbahce: 1995-1996
Galatasaray: 2001-2002
- Coppa di Turchia: 2

Besiktas: 2005-2006, 2006-2007
- Supercoppa di Turchia: 1

Galatasaray: 2008

#### Competizioni internazionali
- Supercoppa UEFA: 1

Galatasaray: 2000